# فرودگاه ویهای داشویبو
فرودگاه ویهای داشویبو (به انگلیسی: Weihai Dashuibo Airport) یک فرودگاه همگانی / نظامی با کد یاتا WEH است . این فرودگاه در کشور چین قرار دارد و در ارتفاع ۴۴ متری از سطح دریا واقع شده است.